# Astragalus ovalis
Astragalus ovalis är en ärtväxtart som beskrevs av Pierre Edmond Boissier och Benedict Balansa. Astragalus ovalis ingår i släktet vedlar, och familjen ärtväxter. Inga underarter finns listade i Catalogue of Life.